# 레모 지로네
레모 지로네(이탈리아어: Remo Girone, 1948년 12월 1일 ~ )는 이탈리아의 배우이다.